# Dimanche d'été à la Grande Jatte
Dimanche d'été à la Grande Jatte of Un dimanche après-midi à l'Île de la Grande Jatte (Zondagmiddag op het La-Grande-Jatte-eiland) is het beroemdste werk van de Franse kunstschilder Georges Seurat.
Het werk hangt in het Art Institute of Chicago en was gereed in 1886, nadat Seurat er twee jaar aan gewerkt had.
Het schilderij is pointillistisch: het is niet geschilderd met streken verf, maar bestaat uit een enorme hoeveelheid kleine puntjes verf, neergezet met een penseel. Deze techniek werd veel gebruikt in het neo-impressionisme, waarvan Seurat een markant vertegenwoordiger is. Seurat gebruikte onvermengde kleuren naast elkaar, waarschijnlijk vanuit de gedachte, dat al die puntjes verf van primaire kleuren een levendiger effect zouden veroorzaken dan het mengen van kleuren. Deze werkwijze creëert echter een bijzonder soort 'mist'.
Het schilderij beeldt het eiland La Grande Jatte af op een zomermiddag in de jaren tachtig van de negentiende eeuw. La Grande Jatte was toen een groen eiland in de Seine nabij Parijs, waar de rijken van de stad in het weekend genoten van hun vrije tijd; inmiddels is het eiland volgebouwd. La Grande Jatte stond eveneens bekend om de prostitutie. Aangezien prostitutie in het Parijs van die tijd verboden was, moesten de prostituees inventieve manieren bedenken om aan klanten te komen. De vrouw die links op het schilderij aan het vissen is, is mogelijk een prostituee: zij 'hengelt' naar klandizie. Daarnaast lijkt het Franse woord voor 'vissen' (pêcher) sterk op het woord voor 'zondigen' (pécher). De vrouw die het meest opvalt, staat rechts vooraan. Ook van haar denken veel kunsthistorici dat zij een prostituee is: de afbeelding van het aapje (dat bij haar loopt) verwees aan het einde van de 19e eeuw naar seksualiteit.
Sommige kunsthistorici menen dat het schilderij Dimanche d'été à la Grande Jatte een tweeluik vormt met Une baignade à Asnières, waar arme mensen een bad nemen in de Seine.

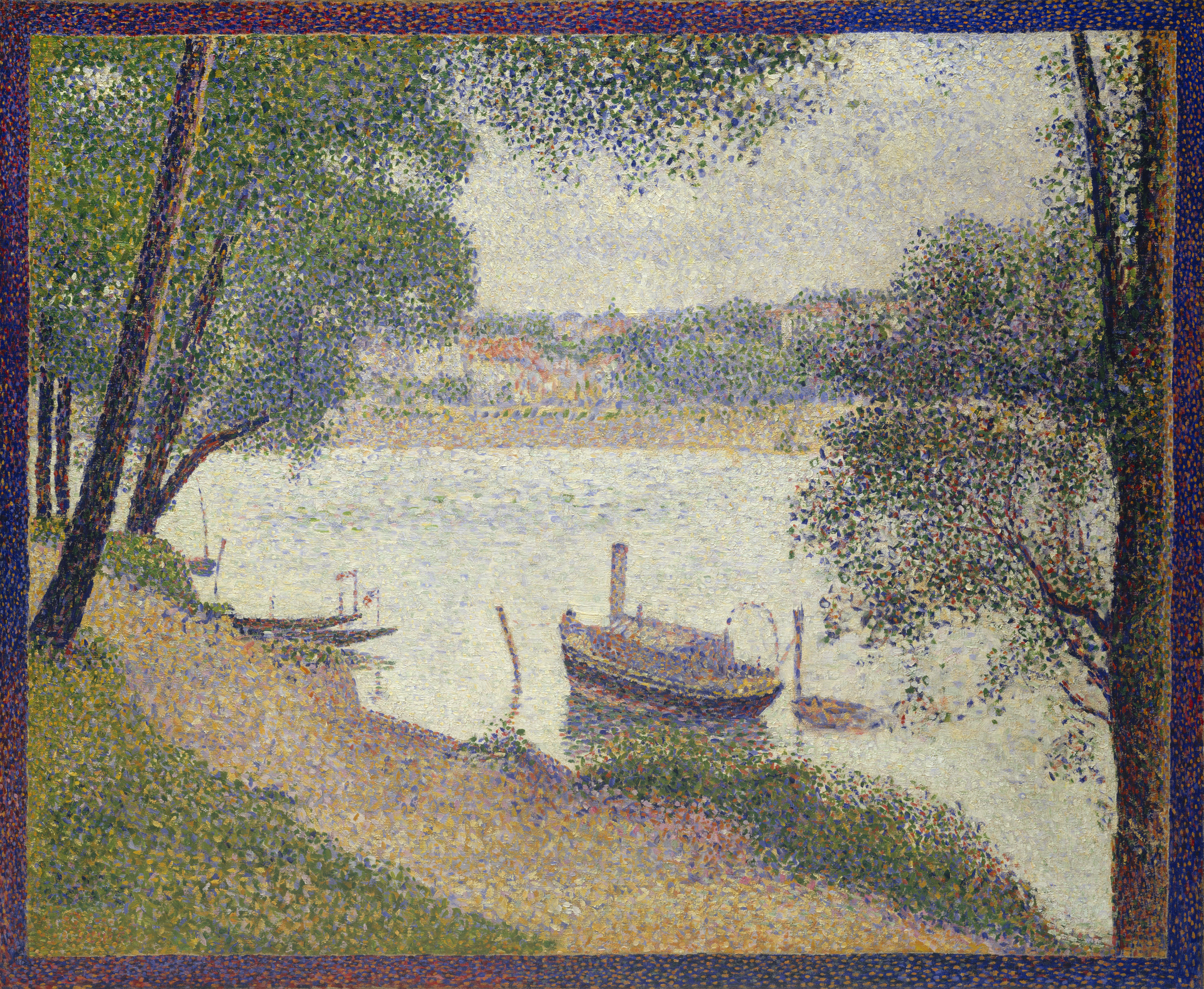
Jatte
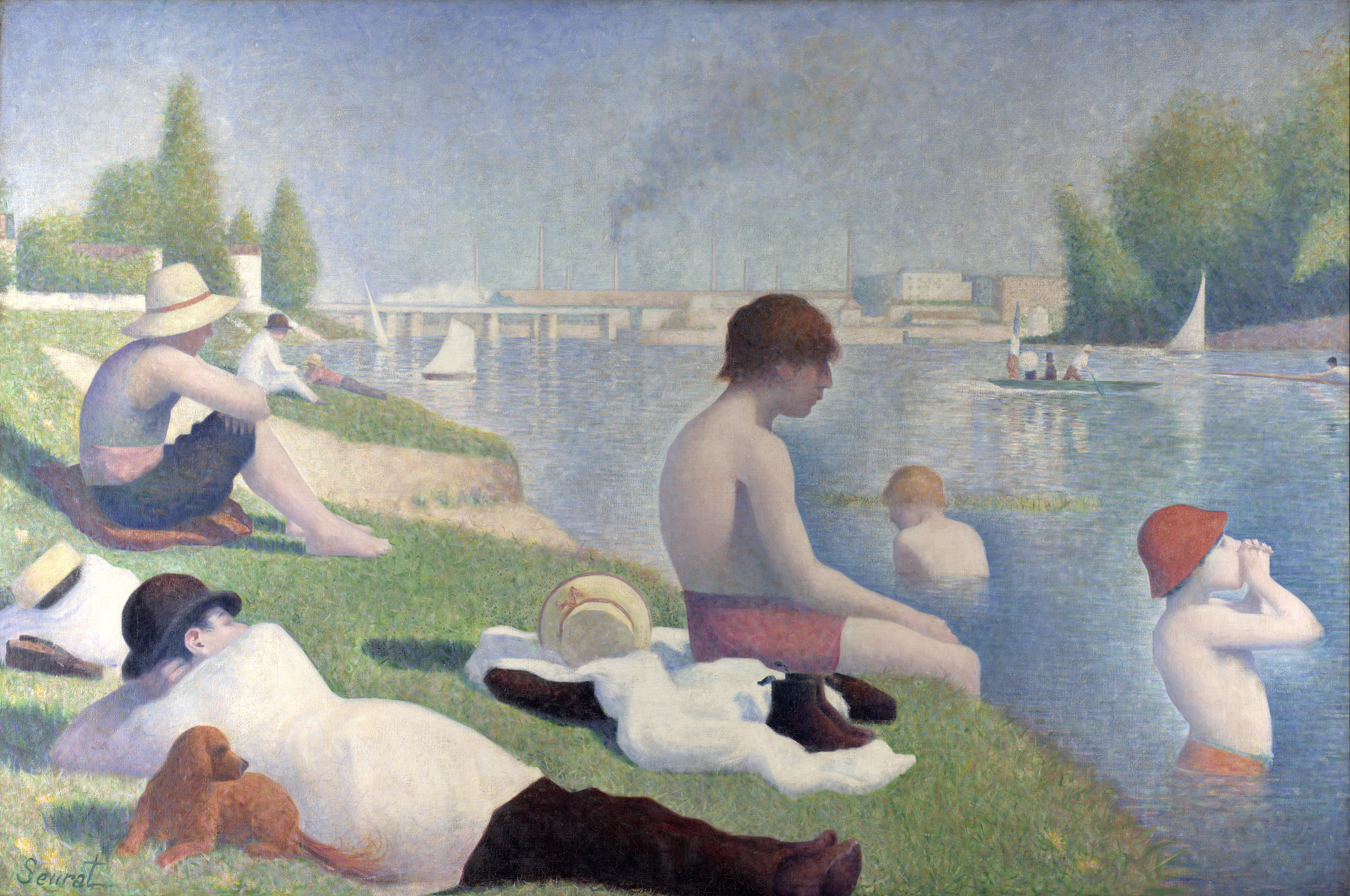
Une baignade à Asnières